# Sthulapada padata
Sthulapada padata is een vliesvleugelig insect uit de familie van de bronswespen (Chalcididae). De wetenschappelijke naam werd voor het eerst geldig gepubliceerd in 1989 door T. C. Narendran.